# 28 (livre)
28: Stories of AIDS in Africa (28 témoins du sida en Afrique) est un livre anglophone de 2007 par Stephanie Nolen (en), journaliste et écrivain canadienne et la correspondante africaine pour The Globe and Mail, un quotidien canadien anglophone.
Le livre décrit les histoires de 28 personnages africains contaminés par le VIH, ou qui ont été affectés par la maladie. Nolen a choisi le numéro 28 parce qu'il y a 28 millions d'africains sidéens selon l'organisation Onusida.

## Critique
Stephen Lewis, ancien délégué spécial d'ONU pour le sida en Afrique, a dit que ce livre était « possiblement un des meilleurs livres écrits au sujet du sida. »

## Éditions
- Random House, 2007  (ISBN 978-0-8027-1598-2)
- Actes Sud, 2008  (ISBN 978-2-7427-7333-6)